# Bithia pauicseta
Bithia pauicseta là một loài ruồi trong họ Tachinidae.